# Cima di Valmala
La Cima di Valmala (Wurmaulspitz in tedesco, chiamata localmente anche Engspitz), è un monte appartenente ai monti Alti Tauri Occidentali, più precisamente ai monti di Fundres, alto 3022 metri, situato fra le valli di Valles e di Fundres.
Non è distante da altre cime di tremila metri, come il Picco della Croce e la Cima Grava, dall'alta via di Fundres e dal Rifugio Bressanone.

## Toponimo
Il nome originario è attestato nel 1770 come Wurmmaul Berg e nel 1840 come Wurmmaul che diventa Wurmaul Spitze nella carta austriaca del 1900. La base etimologica sembra derivare dalla radice celtica "Vernula", che significa "piccolo ontano". Il nome italiano che misconosce la base etomologica del toponimo originario, è stato creato nel 1924 da Ettore Tolomei.

## Geografia
Si tratta di una delle poche vette di tremila metri priva di ghiacciai e raggiungibile con un sentiero. Sotto i 2800 metri prevale la vegetazione alpina dei pascoli e sono presenti alcuni tratti rocciosi; oltre, prevalgono le piante d'alta quota e le rocce si fanno prevalenti. Sono presenti guglie e speroni rocciosi. Dai versanti nascono vari corsi d'acqua che si uniscono coi torrenti delle valli sottostanti.

## Salita
La cima è raggiungibile solamente dal lato della valle di Valles partendo dal rifugio Bressanone (2344 m). Da qui si segue il sentiero che porta direttamente in vetta. Dal rifugio si sale con un sentiero di livello escursionistico difficile, spesso con tratti rocciosi fino al passo Joch in der Enge, a quota 2800 metri. Il sentiero è ripido ma non difficile. Da lì si prosegue verso la vetta con una serie di tornanti, fino a raggiungere la cresta sommitale rocciosa. Per raggiungere la vetta è necessario passare un breve tratto attrezzato con cordina: è questo l'unico tratto a rischio. Dalla vetta, in cui si trova la consueta croce, si gode di un panorama che comprende le due valli, il vicino Picco della Croce e il Gran Pilastro. La salita dal rifugio dura circa 2 ore, dal parcheggio a valle dalle 3,5 alle 4,5. Non è necessaria particolare attrezzatura per salire, solo gli scarponi da montagna. Si sconsiglia la salita a chi soffre di vertigini.
Dopo la salita si consiglia di pernottare al rifugio Bressanone, per poi effettuare il giorno dopo la salita del vicino Picco della Croce.